# Little Tokyo/Arts District
Little Tokyo/Arts District to nadziemna stacja złotej linii metra w Los Angeles, mieści się przy skrzyżowaniu First Street z Alameda Street na granicy dzielnicy Little Tokyo i Arts District w śródmieściu Los Angeles. Stacja została oddana do eksploatacji w roku 2009 na nowym odcinku złotej linii znanym jako Gold Line Eastside Extension.

## Godziny kursowania
Tramwaje złotej linii kursują codziennie w godzinach od 5.00 do 0.15.

## Atrakcje turystyczne
- Southern California Institute of Architecture
- Japanese American National Museum
- Geffen Contemporary – oddział Museum of Contemporary Art[3]

## Opis stacji
Stacja składa się z jednej platformy i dwóch peronów zbudowanych na wschodniej stronie ulicy Alameda Street pomiędzy East 1st Street a East Temple Street. Na południe od stacji tory złotej linii skręcają na wschód w kierunku Boyle Heights i East Los Angeles.

## Połączenia autobusowe
- Metro Local:30, 40, 42
- Metro Rapid:730

Stacja jest obsługiwana także przez autobusy linii LADOT DASH.